# Mount Brading
Mount Brading (in Argentinien Montaña González Albarracin, in Chile [sic!] Montaña Exequiel) ist ein 980 m hoher Berg mit einem verschneiten Gipfel an der Nordenskjöld-Küste des Grahamlands im Norden der Antarktischen Halbinsel. Er ragt 6 km östlich des nordöstlichen Winkels des Larsen Inlet in den Woodman Highlands auf.
Der Falkland Islands Dependencies Survey (FIDS) nahm zwischen 1960 und 1961 Vermessungen vor und benannte den Berg nach Christopher G. Brading, Geodät des FIDS in der Hope Bay von 1959 bis 1960, dem 1960 gemeinsam mit Ian Hampton, Richard Harbour und John Winham die Erstbesteigung gelang. Namensgeber der chilenischen Benennung ist Ezequiel Rodríguez Salazar (* 1910), chilenischer Marinebeobachter bei der United States Antarctic Service Expedition (1939–1941). Argentinische Wissenschaftler benannten ihn dagegen nach Vize-Kommodore Adolfo Horacio González Albarracin von der argentinischen Marine.